# مالورن هیلز
مالورن هیلز (به انگلیسی: Malvern Hills) یک رشته‌کوه و تپه در بریتانیا است که در ووسترشایر واقع شده‌است.